# Mydaea brevipilosa
Mydaea brevipilosa este o specie de muște din genul Mydaea, familia Muscidae, descrisă de Malloch în anul 1920. Conform Catalogue of Life specia Mydaea brevipilosa nu are subspecii cunoscute.